# Les Histoires saxonnes
Les Histoires saxonnes ou Les Chroniques saxonnes (titre original The Saxon Stories ou Saxon Tales et Saxon Chronicles aux États-Unis) est une série de romans historiques écrits par Bernard Cornwell entre 2004 et 2020 dont l'action se déroule dans la Grande-Bretagne des IXe et Xe siècles. Le protagoniste de la série est Uhtred de Bebbanburg, né dans une famille de lords saxons en Northumbrie, puis capturé par des Danois. L'histoire se déroule pendant les invasions danoises de la Grande-Bretagne, alors que tous les royaumes anglais sont conquis. Le nom du protagoniste vient du personnage historique Uhtred le Hardi dont Cornwell est l'un des descendants lointains,. 
L'histoire est centrée sur la naissance de l'Angleterre comme une nation sur l'île de Grande-Bretagne, à travers la vision et les actions d'Alfred, plus tard surnommé « le Grand ». Le roi Alfred du Wessex accepte à contrecœur qu'il ne peut faire fuir les Danois de l'île et, après sa défaite à Wilton, doit faire la paix avec eux. Ses héritiers consolident et poursuivent son projet. 
Les dix premiers romans de la série ont été adaptés au cours des 5 saisons de la série télévisée The Last Kingdom, mettant en vedette Alexander Dreymon. La dernière et cinquième saison de la série est diffusée le 9 mars 2022. Le film The Last Kingdom : Sept rois doivent mourir (2023) conclut la série.

## Inspiration pour la série
Dans une entrevue avec le Collège Emerson, Cornwell a dit : « Years ago, when I was at university, I discovered Anglo-Saxon poetry and became hooked on that strange and often melancholy world. For some reason the history of the Anglo-Saxons isn’t much taught in Britain (where I grew up) and it struck me as weird that the English really had no idea where their country came from. Americans know, they even have a starting date, but the English just seemed to assume that England had always been there, so the idea of writing a series about the creation of England was in my head for a long time ». (« Il y a des années, quand j'étais à l'université, j'ai découvert la poésie anglo-saxonne et suis devenu passionné par ce monde étrange et souvent mélancolique. Pour une raison que j'ignore, l'histoire des anglo-saxons n'est pas beaucoup enseignée en Grande-Bretagne (où j'ai grandi) et le fait que les Anglais n'ont vraiment aucune idée d'où vient leur pays m'a frappé comme étant bizarre. Les Américains savent et ont même une date de départ, mais les Anglais semblent seulement supposer que l'Angleterre a toujours été là, donc l'idée d'écrire une série à propos de la création de l'Angleterre m'a trotté dans la tête pendant longtemps. »)
 Le cadre historique est la grande histoire; écrire une fiction historique nécessite une petite histoire dont la grande histoire est l'arrière-plan.
 Dans sa cinquantaine, Cornwell a rencontré son père biologique, nommé William Outhred (ou Oughtred) et a appris l'histoire de ses ancêtres saxons qui possédaient Bebbanburg (aujourd'hui appelé le Château de Bamburgh). Ainsi est né Uhtred, le personnage principal de l'histoire fictive. 
Dans l'entrevue, il a révélé qu'il y avait un plan d'adapter la série pour la télévision, en réponse à la question à savoir combien de livres étaient planifiés pour la série : « I wish I knew! I don’t know how the chapter I’m writing now will end, let alone the book, and the series? No idea! I suspect there will be a few more; I just heard that BBC Television have commissioned a series that will follow Uhtred’s escapades. The company that makes Downton Abbey will make the programs, which is wonderful, and I’ll need to keep them supplied with stories (I hope). So? Six more? Eight more? I just don’t know. » (« Je voudrais le savoir ! Je ne sais pas comment le chapitre que j'écris maintenant va se terminer, sans parler du livre, et la série ? Aucune idée ! Je soupçonne qu'il y en aura plusieurs autres; je viens d'apprendre que la BBC a commandé une série qui suivra les aventures d'Uhtred. La compagnie qui fait Downton Abbey va faire les épisodes, ce qui est merveilleux, et je vais devoir les fournir en histoires (j'espère). Donc? Six de plus? Huit de plus? Je ne sais pas. »)
Quand l'adaptation télévisée des deux premiers romans a été diffusée à l'automne 2015, Cornwell a réitéré que l'idée avait pris forme dans son esprit quand il a rencontré son père biologique au Canada. Les ancêtres paternels de Cornwell ont été retracés jusqu'à l'époque d'Alfred ; la famille possédant Bebbanburg a été trahie au XIe siècle et a fui dans le Yorkshire.

## Style
La série est fréquemment comparée à « The Warlord Chronicles », non seulement en raison des similarités entre les deux protagonistes (les deux sont orphelins), mais aussi en raison des ressemblances entre la menace étrangère incarnée par les Danois dans Les Histoires saxonnes et par les Saxons dans « The Warlord Chronicles ». Alfred ressemble également à Arthur par sa mission, étant le seul homme à sauver son royaume (l'Angleterre pour Alfred, la Bretagne celtique pour Arthur) d'une menace inarrêtable. 
Le personnage principal, Uhtred of Bebbanburg, est un vieil homme qui raconte des évènements s'étant produits des décennies auparavant, commençant avec son enfance. Son histoire est entrelacée avec celle des îles britanniques à la fin du IXe siècle. Il entrecoupe sa narration de commentaires souvent acerbes concernant les évènements et les personnages qu'il décrit. Notamment, Uhtred, baptisé trois fois, a une vision très critique de la religion chrétienne tout au long de la série. Malgré le fait qu'il a prêté serment à Alfred, il penche davantage pour les Danois et préfère leur mode de vie et leurs dieux. Cela offre au lecteur une vision équilibrée des conflits de cette époque, quand il n'y avait aucune certitude quant à la formation d'une nation anglaise plutôt qu'une nation danoise en Grande-Bretagne.  

## Nom de la série
Cette série de romans est connue sous différents noms. « Saxon Stories » (« Les Histoires saxonnes ») et « Saxon Tales » (« Les Contes saxons ») furent les titres pour les éditions américaine et anglaise. À partir du sixième tome, « Death of Kings », l'édition anglaise adopte le titre « The Warrior Chronicles » (« Les Chroniques du guerrier »). La série est aussi connue sous le titre « The Saxon Chronicles » (« Les Chroniques saxonnes ») pour certaines éditions américaines. À l'automne 2015, une série télévisée basée sur les deux premiers tomes et utilisant le titre du premier roman, « Le Dernier Royaume », a amené les libraires à lier les romans à la série télévisée en utilisant le titre de cette dernière pour les désigner. L'auteur a également renommé sa série de romans par ce titre sur son site web.
La traduction française du cycle a d'abord reçu le titre de Les Histoires saxonnes lors de sa parution aux éditions Michel Lafon en 2005, puis celui de Les Chroniques saxonnes lors de sa réédition chez Bragelonne à partir de 2019.

## Liste des tomes de la série
Bernard Cornwell a mentionné dans les notes historiques à la fin de « Les Seigneurs du Nord » (troisième tome de la série) qu'il avait l'intention de continuer à écrire « Les Histoires saxonnes », ce qu'il a fait. Le huitième tome de la série, « The Empty Throne » a été publié au Royaume-Uni en Octobre 2014. Warriors of the Storm, le neuvième tome a été publié un an plus tard. Le dixième livre de la série, « The Flame Bearer », a été publié au Royaume-Uni en 2016, et le onzième, War of the Wolf a été publié au Royaume-Uni et aux États-Unis en 2018.
Sur le forum de la maison édition française, un membre de leur équipe annonce le retour de la traduction des tomes pour 2022.
| Année | Titre original             | Titre français             |
| ----- | -------------------------- | -------------------------- |
| 2004  | The Last Kingdom           | Le Dernier Royaume         |
| 2005  | The Pale Horseman          | Le Quatrième Cavalier      |
| 2006  | The Lords of the North     | Les Seigneurs du Nord (en) |
| 2007  | Sword Song                 | Le Chant de l'épée (en)    |
| 2009  | The Burning Land           | La Terre en feu (en)       |
| 2011  | Death of Kings             | La Mort des rois (en)      |
| 2013  | The Pagan Lord (en)        | —                          |
| 2014  | The Empty Throne (en)      | —                          |
| 2015  | Warriors of the Storm (en) | —                          |
| 2016  | The Flame Bearer (en)      | —                          |
| 2018  | War of the Wolf (en)       | —                          |
| 2019  | Sword of Kings (en)        | —                          |
| 2020  | War Lord (en)              | —                          |

## Adaptations télévisée et cinématographique
En juillet 2014, la BBC a annoncé que la production d'une adaptation télévisée des Histoires saxonnes, intitulée The Last Kingdom, commencerait en automne 2014. L'auteur est Stephen Butcher. Une série de huit épisodes de 60 minutes a été produite. BBC Two, Carnival Films et BBC America sont impliqués dans la production. La série a débuté sur BBC America le 10 octobre 2015 et sur BBC Two au Royaume-Uni le 22 octobre 2015.